# Triencentrus muticus
Triencentrus muticus är en insektsart som beskrevs av Max Beier 1962. Triencentrus muticus ingår i släktet Triencentrus och familjen vårtbitare. Inga underarter finns listade i Catalogue of Life.